# Base de Schiff

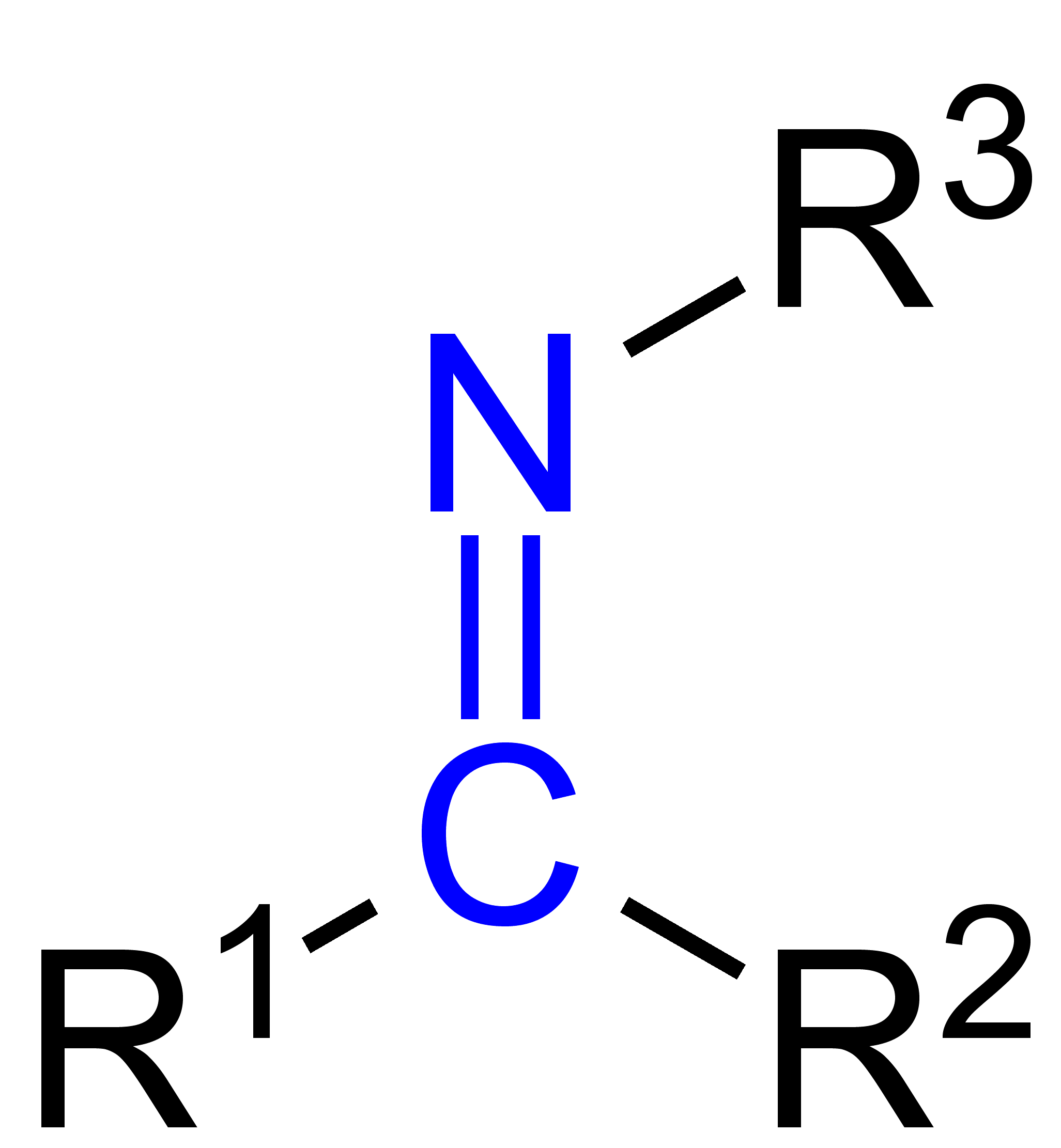
Structure générale d'une azométhine

Structure générale d'une base de Schiff (définition restreinte)

Une base de Schiff, nommé d'après Hugo Schiff, est un composé comportant une double liaison C=N avec l'atome d'azote lié à un groupe aryle ou alkyle, et pas un hydrogène : ce sont donc les imines secondaires.
Les bases de Schiff au sens large ont une formule générale de type R1R2C=NR3, où R est une chaine organique. Dans cette définition, base de Schiff est synonyme d'azométhine. Certains restreignent la définition aux aldimines secondaires (azométhines où le carbone n'est lié qu'à un seul hydrogène), et ont donc pour formule générale RCH=NR'.
La chaine carbonée sur l'atome d'azote fait des bases de Schiff une imine stable. Les bases de Schiff dérivées de l'aniline, où R3 est donc un phényle ou un phényle substitué sont appelés aniles

## Synthèse
Les bases de Schiff peuvent être synthétisées à partir d'amines aromatiques et d'un composé carbonylé par addition nucléophile formant un hémiaminal, suivi par une déshydratation pour former une imine. Une réaction typique est la réaction entre l'éther de 4,4'-diaminodiphényle et l'o-vanilline :

Un mélange d'éther de 4,4'-diaminodiphényle (1) (1.00 g, 5,00 mmol) et d'o-vanilline (2) (1.52 g, 10,00 mmol) dans le méthanol (40.00 ml) est remué à température ambiante pendant une heure pour donner un précipité orange qui est ensuite filtré et rincé au méthanol pour donner une base de Schiff pure (3) (2.27 g, 97,00%)

Il y a aussi une base de Schiff comme intermédiaire dans la glycolyse catalysée par la fructose 1,6-bisphosphate aldolase.